# 魏成忠
魏成忠（1560年—1640年代），字藎卿，號鹏池，应天府高淳县人，明朝政治人物。

## 生平
萬曆十九年（1591年）辛卯科應天鄉試舉人，萬曆二十六年（1598年）戊戌科進士，授江西餘干縣知縣，邑宦欲移徭役，悉委于小民，成忠力争于監司，乃不果行。调浙江鄞县，三十三年行取，三十六年（1608年）八月擢刑部主事，改兵部武库司主事，歴職方司员外、車駕司郎中，四十七年奉命往浙江募兵。晉廣東琼州道右参政。有妖人金阳子辟谷惑民，交通黎峒，将为乱。成忠遣壮士诱縛之，海外以安。天启三年（1623年）升山西按察使，尋被劾归。卒于崇禎末年。